# Seimone Augustus
Seimone Delicia Augustus (Baton Rouge, 30 april 1984) is een Amerikaans voormalig basketbalspeelster. Zij won met het Amerikaans basketbalteam drie keer de gouden medaille tijdens de Olympische Zomerspelen en een wereldkampioenschap basketbal. Met de Minnesota Lynx werd Augustus 4 keer WNBA-kampioen.

## Carrière

### Debuut bij Minnesota Lynx, olympisch kampioen en dubbele winst in deEuroCup Women

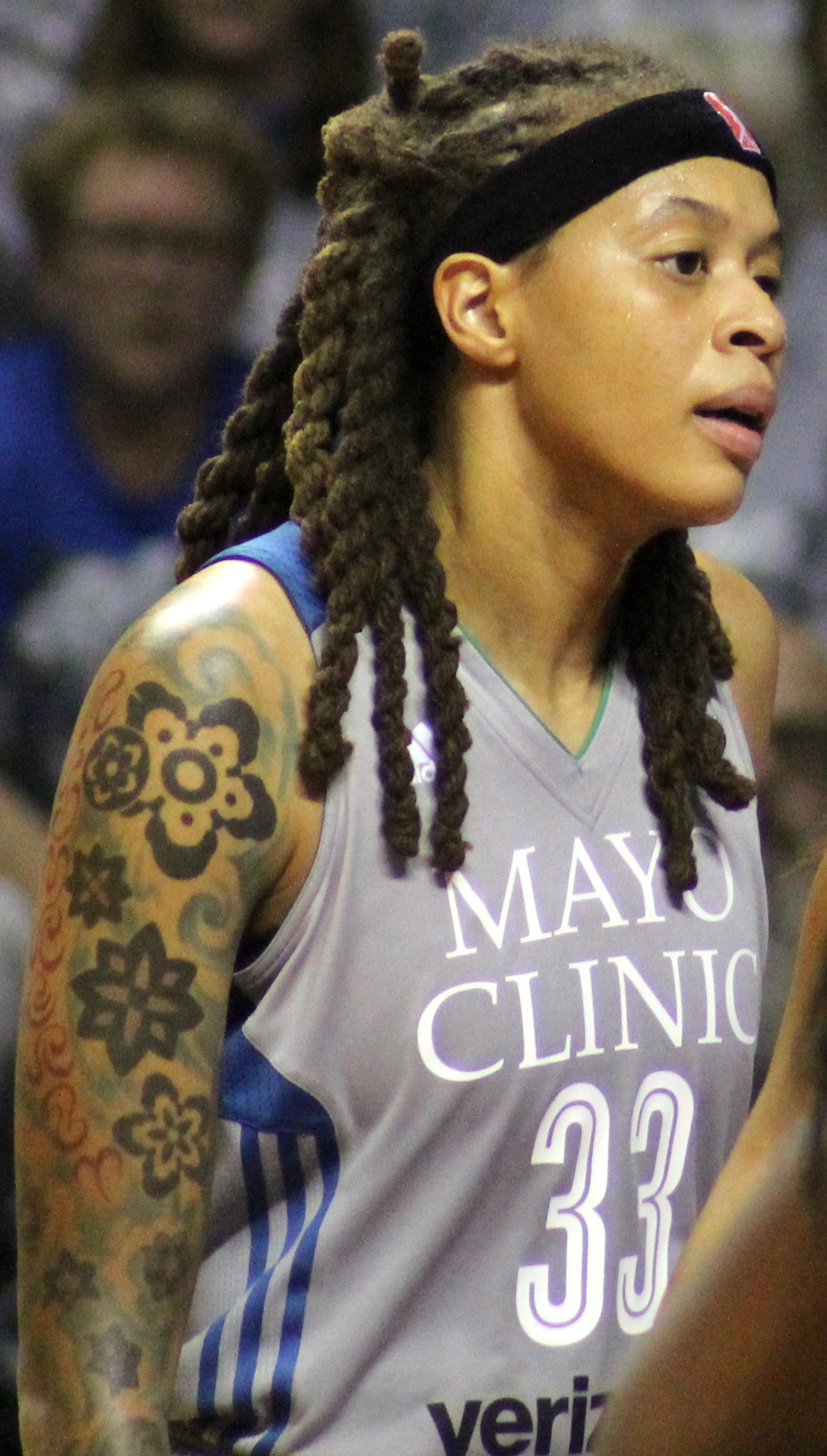
Augustus in 2017 bij Minnesota Lynx

Augustus speelde voor het team van de Louisiana State University, voordat zij zich in 2006 kandidaat stelde voor de WNBA draft. Ze werd in deze draft als eerste uitgekozen door de Minnesota Lynx waarvoor ze haar WNBA-debuut maakte. In haar rookie-seizoen was Augustus meteen goed voor een gemiddelde van 21,9 punten per wedstrijd. Op het einde van het seizoen werd ze uitgeroepen tot rookie van het jaar en werd ze ook geselecteerd voor het WNBA All-Star Game. Door haar prestaties maakte Augustus deel uit van het Amerikaans basketbalteam op de WK in Brazilië. Op dit WK eindigde de VS op de 3e plaats.
In het tussenseizoen speelde Augustus voor ŽBK Dinamo Moskou waarmee ze in 2007 in de finale van de EuroCup Women te sterk was voor Club Atletico Faenza. Ook de daaropvolgende seizoenen was Augustus een vaste basisspeler bij de Minnesota Lynx. In de tussenseizoenen trok Augustus eerst nog eens terug naar Dinamo Moskou, in het seizoen 2008/09 speelde ze nog voor Galatasaray. In 2009 won Augustus ook met Galatasaray de EuroCup, dit keer was Taranto Cras Basket de verliezende finalist. Ondertussen werd Augustus in 2008 geselecteerd voor het Amerikaans basketbalteam voor de Olympische Spelen in Peking. Samen met haar landgenoten was Augustus in de olympische finale duidelijk te sterk voor Australië. Bij haar olympisch debuut was Augustus goed voor een gemiddelde van 7,9 punten per wedstrijd. Tijdens het seizoen 2009 kwam Augustus als gevolg van een blessure aan de voorste kruisband slechts 6 wedstrijden in actie. Ook in 2010 kwam Augustus aanvankelijk niet in actie, dit keer als gevolg van enkele fibromen. Na enkele operaties kon Augustus uiteindelijk toch nog 25 wedstrijden spelen. In de winter van 2010/11 trok Augustus terug naar Galatasaray.

### 4 keer WNBA-kampioen en 2 nieuwe olympische titels
Vanaf 2011 kon Augustus weer volledig blessurevrij basketballen. Samen met o.a. Lindsay Whalen, Rebekkah Brunson en rookie Maya Moore stuwde Augustus de Minnesota Lynx naar de finale van de WNBA tegen Atlanta Dream. In deze finalewedstrijden was Minnesota met 3-0 duidelijk te sterk voor Atlanta, waarmee Minnesota de eerste titel hun geschiedenis kon veroveren. Augustus werd gekozen als MVP van deze finale. Na een winter bij Sparta&K Oblast Moskou Vidnoje bereikte Augustus ook in 2012 met Minnesota de WNBA-finale, maar dit keer was Indiana Fever te sterk. In 2012 werd Augustus opnieuw geselecteerd voor het Amerikaans basketbalteam voor de Olympische Spelen in Londen. In de finale van het olympisch basketbaltoernooi was de VS met 86-50 cijfers duidelijk te sterk voor Frankrijk. De finale van de WNBA in 2013 werd een heruitgave van 2011: opnieuw was Minnesota met 3-0 te sterk voor Atlanta Dream. Ook won ze met het nationale team het wereldkampioenschap basketbal 2014 in Turkije. Na verlies in de finale van de Western Conference in 2014 kon Minnesota, ondanks een blessure van Augustus in 2015 terug de WNBA-finale bereiken. In de finale, waarin Minnesota weer kon rekenen op een fitte Augustus, was Minnesota met 3-2 te sterk voor Indiana Fever, meteen goed voor een derde titel voor Minnesota in 5 jaar. In 2016 waren de Los Angeles Sparks in de finale de betere van Minnesota. Ondertussen veroverde Augustus in 2016 met de VS een derde olympische titel op de OS van Rio de Janeiro. Een jaar later bereikten de Minnesota Lynx opnieuw de WNBA-finale, waarbij er dit keer wel gewonnen werd van Los Angeles Sparks. Met deze vierde titel evenaarden ze de Houston Comets die eind jaren '90 de WNBA domineerden.

### Einde van hoogconjunctuur bij Minnesota en een transfer naar Los Angeles Sparks
Zowel in 2018 als 2019 sneuvelde Minnesota in de eerste ronde van de playoffs. In 2020 tekende Augustus een contract bij Los Angeles Sparks. Augustus kreeg als invaller speelminuten in 21 wedstrijden. Op 13 mei 2021 kondigde Augustus het einde van haar loopbaan als speelster aan. Tegelijkertijd maakte ze bekend dat ze assistent-coach werd bij de Sparks.
Op 29 mei 2022 maakte Minnesota Lynx bekend dat nummer 33, de rugnummer van Augustus, in de toekomst niet meer zal worden toegekend.

## Statistieken

### Regulier seizoen
| Seizoen  | Team               | WG  | WS  | MPW  | 2P%  | 3P%  | FW%   | RPW | APW | SPW | BPW | PPW  |
| -------- | ------------------ | --- | --- | ---- | ---- | ---- | ----- | --- | --- | --- | --- | ---- |
| 2006     | Minnesota Lynx     | 34  | 34  | 33,1 | 45,6 | 35,3 | 89,7  | 3,8 | 1,5 | 0,6 | 0,5 | 21,9 |
| 2007     | Minnesota Lynx     | 34  | 33  | 32,1 | 50,8 | 41,9 | 87,3  | 4,0 | 2,3 | 1,2 | 0,6 | 22,6 |
| 2008     | Minnesota Lynx     | 31  | 31  | 33,6 | 47,0 | 31,7 | 89,0  | 3,9 | 2,7 | 1,0 | 0,4 | 19,1 |
| 2009     | Minnesota Lynx     | 6   | 6   | 29,7 | 57,0 | 64,3 | 90,5  | 4,2 | 1,5 | 2,0 | 0,5 | 21,0 |
| 2010     | Minnesota Lynx     | 25  | 25  | 33,3 | 42,9 | 33,6 | 66,7  | 3,2 | 1,9 | 0,7 | 0,3 | 16,4 |
| 2011     | Minnesota Lynx     | 34  | 34  | 29,3 | 50,4 | 41,7 | 86,5  | 3,5 | 2,2 | 0,9 | 0,4 | 16,2 |
| 2012     | Minnesota Lynx     | 29  | 29  | 29,3 | 49,1 | 43,7 | 85,2  | 3,6 | 2,5 | 0,9 | 0,2 | 16,6 |
| 2013     | Minnesota Lynx     | 31  | 31  | 29,8 | 51,6 | 29,0 | 87,9  | 3,2 | 2,5 | 0,5 | 0,5 | 16,3 |
| 2014     | Minnesota Lynx     | 24  | 24  | 31,2 | 51,1 | 33,3 | 84,6  | 3,6 | 2,4 | 0,4 | 0,1 | 16,5 |
| 2015     | Minnesota Lynx     | 16  | 16  | 30,1 | 44,0 | 13,0 | 100,0 | 2,9 | 2,4 | 0,5 | 0,3 | 13,8 |
| 2016     | Minnesota Lynx     | 29  | 29  | 26,4 | 46,0 | 33,3 | 80,4  | 2,9 | 2,4 | 0,5 | 0,3 | 11,2 |
| 2017     | Minnesota Lynx     | 32  | 32  | 27,7 | 50,2 | 43,2 | 86,8  | 2,9 | 4,0 | 0,5 | 0,0 | 10,9 |
| 2018     | Minnesota Lynx     | 33  | 33  | 26,2 | 46,7 | 31,8 | 70,6  | 1,8 | 2,6 | 0,4 | 0,2 | 10,8 |
| 2019     | Minnesota Lynx     | 12  | 7   | 13,0 | 31,3 | 16,7 | 75,0  | 0,6 | 1,3 | 0,4 | 0,1 | 3,8  |
| 2020     | Los Angeles Sparks | 21  | 0   | 15,8 | 49,1 | 54,5 | 66,7  | 1,8 | 1,2 | 0,6 | 0,1 | 5,9  |
| Carrière | Carrière           | 391 | 365 | 28,8 | 48,0 | 36,4 | 85,8  | 2,6 | 3,1 | 0,7 | 0,3 | 15,4 |

### Play-offs
| Seizoen  | Team               | WG | WS | MPW  | 2P%  | 3P%  | FW%   | RPW | APW | SPW | BPW | PPW  |
| -------- | ------------------ | -- | -- | ---- | ---- | ---- | ----- | --- | --- | --- | --- | ---- |
| 2011     | Minnesota Lynx     | 8  | 8  | 33,0 | 52,7 | 43,8 | 88,6  | 4,5 | 3,8 | 0,9 | 0,6 | 22,0 |
| 2012     | Minnesota Lynx     | 9  | 9  | 35,0 | 42,7 | 29,4 | 80,6  | 5,0 | 2,1 | 1,6 | 0,3 | 17,9 |
| 2013     | Minnesota Lynx     | 7  | 7  | 32,0 | 54,6 | 33,3 | 68,4  | 3,7 | 1,4 | 1,0 | 0,9 | 17,4 |
| 2014     | Minnesota Lynx     | 5  | 5  | 34,2 | 44,3 | 25,0 | 83,3  | 3,2 | 2,4 | 1,0 | 0,2 | 18,6 |
| 2015     | Minnesota Lynx     | 10 | 10 | 34,4 | 37,9 | 14,3 | 76,2  | 3,0 | 2,5 | 0,9 | 0,3 | 12,8 |
| 2016     | Minnesota Lynx     | 8  | 8  | 26,9 | 39,3 | 25,0 | 87,0  | 2,9 | 3,3 | 0,8 | 0,2 | 11,1 |
| 2017     | Minnesota Lynx     | 8  | 8  | 31,8 | 49,0 | 52,6 | 50,0  | 4,8 | 3,5 | 0,3 | 0,5 | 13,9 |
| 2018     | Minnesota Lynx     | 1  | 1  | 24,0 | 28,6 | 0    | 50,0  | 3,0 | 2,0 | 0,0 | 0,0 | 5,0  |
| 2019     | Minnesota Lynx     | 1  | 0  | 21,0 | 27,3 | 0    | 0     | 3,0 | 0,0 | 1,0 | 1,0 | 6,0  |
| 2020     | Los Angeles Sparks | 1  | 0  | 22,0 | 50,0 | 0    | 100,0 | 3,0 | 1,0 | 0,0 | 1,0 | 10,0 |
| Carrière | Carrière           | 58 | 56 | 32,0 | 45,2 | 32,2 | 79,9  | 3,8 | 2,6 | 0,9 | 0,5 | 15,5 |

1 Jessica Adair · 
6 Amber Harris · 
8 Taj McWilliams-Franklin · 
11 Candice Wiggins · 
13 Lindsay Whalen · 
14 Alexis Hornbuckle · 
22 Monica Wright · 
23 Maya Moore · 
24 Charde Houston · 
32 Rebekkah Brunson · 
33 Seimone Augustus · 
Coach Cheryl Reeve
00 Lindsey Moore · 
4 Janel McCarville · 
11 Amber Harris · 
12 Rachel Jarry · 
13 Lindsay Whalen · 
14 Devereaux Peters · 
15 Sugar Rodgers · 
22 Monica Wright · 
23 Maya Moore · 
32 Rebekkah Brunson · 
33 Seimone Augustus · 
Coach Cheryl Reeve
1 Shae Kelley · 
3 Kalana Greene · 
13 Lindsay Whalen · 
14 Devereaux Peters · 
15 Asjha Jones · 
20 Tricia Liston · 
21 Renee Montgomery · 
23 Maya Moore · 
32 Rebekkah Brunson · 
33 Seimone Augustus · 
34 Sylvia Fowles · 
51 Anna Cruz · 
Coach Cheryl Reeve
3 Natasha Howard · 
7 Jia Perkins · 
9 Cecilia Zandalasini · 
12 Alexis Jones · 
13 Lindsay Whalen · 
14 Temi Fagbenle · 
21 Renee Montgomery · 
22 Plenette Pierson · 
23 Maya Moore · 
32 Rebekkah Brunson · 
33 Seimone Augustus · 
34 Sylvia Fowles · 
Coach Cheryl Reeve